# Campeonato Argentino de Futebol de 1937

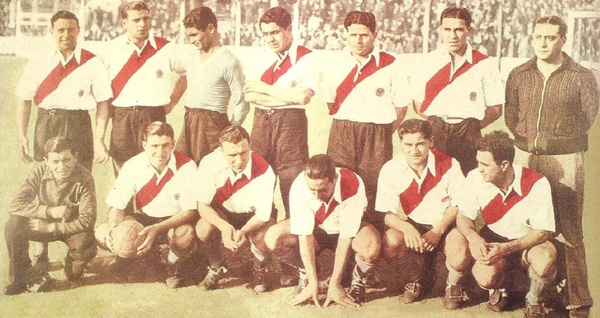
Foto do time campeão.

O Campeonato Argentino de Futebol de 1937, originalmente denominado Copa Campeonato Primera División, foi a sétima temporada da era profissional da Primeira Divisão do futebol argentino, e a terceira organizada pela Asociación del Football Argentino. O certame foi disputado em dois turnos de todos contra todos, entre 4 de abril e 19 de dezembro. O River Plate sagrou-se campeão argentino, pela quinta vez.

## Participantes
| Equipe                  | Cidade               |
| ----------------------- | -------------------- |
| Argentinos Juniors      | Buenos Aires         |
| Atlanta                 | Buenos Aires         |
| Boca Juniors            | Buenos Aires         |
| Chacarita Juniors       | Buenos Aires         |
| Estudiantes de La Plata | La Plata             |
| Ferro Carril Oeste      | Buenos Aires         |
| Gimnasia y Esgrima      | La Plata             |
| Huracán                 | Buenos Aires         |
| Independiente           | Avellaneda           |
| Lanús                   | Lanús                |
| Platense                | Buenos Aires         |
| Quilmes                 | Quilmes              |
| Racing Club             | Avellaneda           |
| River Plate             | Buenos Aires         |
| San Lorenzo             | Buenos Aires         |
| Talleres                | Remedios de Escalada |
| Tigre                   | Victoria             |
| Vélez Sarsfield         | Buenos Aires         |

## Classificação final
| Pos | Equipes                          | J  | V  | E | D  | GM  | GS  | Pts |
| --- | -------------------------------- | -- | -- | - | -- | --- | --- | --- |
| 1   | River Plate                      | 34 | 27 | 4 | 3  | 106 | 43  | 58  |
| 2   | Independiente                    | 34 | 25 | 2 | 7  | 106 | 54  | 52  |
| 3   | Boca Juniors                     | 34 | 20 | 5 | 9  | 101 | 57  | 45  |
| 4   | Racing Club                      | 34 | 16 | 8 | 10 | 87  | 65  | 40  |
| 4   | Vélez Sarsfield                  | 34 | 18 | 4 | 12 | 63  | 58  | 40  |
| 6   | San Lorenzo de Almagro           | 34 | 15 | 9 | 10 | 70  | 62  | 39  |
| 7   | Huracán                          | 34 | 17 | 4 | 13 | 82  | 62  | 38  |
| 8   | Gimnasia y Esgrima La Plata      | 34 | 16 | 5 | 13 | 68  | 60  | 37  |
| 9   | Ferro Carril Oeste               | 34 | 15 | 5 | 14 | 78  | 79  | 35  |
| 10  | Estudiantes de La Plata          | 34 | 13 | 8 | 13 | 63  | 64  | 34  |
| 11  | Atlanta                          | 34 | 12 | 7 | 15 | 61  | 66  | 31  |
| 11  | Platense                         | 34 | 12 | 7 | 15 | 61  | 67  | 31  |
| 11  | Lanús                            | 34 | 13 | 5 | 16 | 68  | 79  | 31  |
| 14  | Chacarita Juniors                | 34 | 10 | 9 | 15 | 63  | 76  | 29  |
| 15  | Talleres de Remedios de Escalada | 34 | 10 | 6 | 18 | 60  | 88  | 26  |
| 16  | Tigre                            | 34 | 11 | 3 | 20 | 62  | 84  | 25  |
| 17  | Argentinos Juniors               | 34 | 4  | 3 | 27 | 44  | 111 | 11  |
| 18  | Quilmes                          | 34 | 3  | 4 | 27 | 42  | 110 | 10  |

|  |            |
|  | Campeão.   |
|  | Rebaixado. |

## Premiação
| Campeonato Argentino de Futebol de 1937 |
| --------------------------------------- |
| River Plate Campeão (5° título)         |

## Goleadores
| Jogador   | Jogador             | Gols | Equipe        |
| --------- | ------------------- | ---- | ------------- |
| Paraguai  | Arsenio Erico       | 47   | Independiente |
| Argentina | José Manuel Moreno  | 32   | River Plate   |
| Argentina | Herminio Masantonio | 28   | Huracán       |
| Argentina | Evaristo Barrera    | 27   | Racing Club   |
| Argentina | Bernabé Ferreyra    | 27   | River Plate   |